# Авария Ан-2 в Сартане
Авария Ан-2 в Сартане — авиационная авария пассажирского самолёта Ан-2П, произошедшая в воскресенье 1 сентября 1985 года близ площадки Сартан у села Юнкюр (Якутская АССР), при этом были ранены 5 человек.

## Самолёт
Ан-2П с заводским номером 1G107-36 (серийный — 107-36) был построен польским заводом PZL-Mielec в 1969 году, после чего продан министерству гражданской авиации СССР («Аэрофлот»), которое присвоило ему бортовой номер CCCP-01789. Самолёт направили в Батагайский объединённый авиаотряд (274-й лётный отряд) Якутского управления гражданской авиации, куда он и поступил к 29 января 1969 года.

## Экипаж
- Командир воздушного судна (КВС) — 32-летний пилот 3-го класса Веретенов Александр Михайлович. Имел среднее специальное образование, в 1977 году окончил Сасовское лётное училище гражданской авиации, был допущен к полётам по ПВП днём и в сумерках, а его погодный минимум составлял 200×3000 метров. Общий налёт Веретенова составлял 3329 часов (все на Ан-2), в том числе ночью — 410 часов, в должности командира Ан-2 — 1777 часов, за последние 30 дней — 8 часов 30 минут, за последние 3 дня — 5 часов 15 минут, в день происшествия — 1 час 25 минут[2].
- Второй пилот

## Авария
Самолёт выполнял местный рейс Я-337 по маршруту Верхоянск—Сартан (село Юнкюр, в документах — Ункюр), а всего на борту находились 12 пассажиров и 2 пилота. Полёт проходил нормально, пока, подходя к аэродрому Сартан с курсом 206°, экипаж не снизился до высоты 100 метров. Далее Веретенов решил пролететь над посадочной площадкой, чтобы осмотреть её и определить ветер у земли, для чего взятием штурвала «на себя» Ан-2 был переведён в горизонтальный полёт, при этом сектор газа переместили вперёд, чтобы повысить мощность двигателя для поддержания воздушной скорости. Однако на движения сектора газа двигатель никак не реагировал, продолжая работать на пониженной мощности, что привело к снижению скорости и высоты полёта.
Вокруг площадки была пересечённая местность, а прямо впереди по курсу полёта стояло ограждение, то есть кроме как на аэродром под собой экипаж никуда больше нормально приземлиться не мог. Тогда, действуя согласно РЛЭ, пилоты отключили магнето и выпустили закрылки в посадочное положение (на 40°), благодаря чему снизилась вертикальная скорость снижения. Но тут командир оценил, что в этом случае они спланируют прямо в овраг, поэтому закрылки убрали, после чего попытались выполнить посадку на оставшемся участке взлётно-посадочной полосы (ВПП).
На большой скорости борт 01789 коснулся ВПП колёсами шасси всего в 135 метрах от её окончания, но так как впереди находилось ограждение, то штурвал был сразу взят на себя, в результате чего авиалайнер вновь поднялся в воздух, благодаря чему перелетел изгородь и овраг, после чего в 11:23 на удалении 150 метров от торца ВПП приземлился с парашютированием на болотистую местность, покрытую мхом, кустарником и отдельными деревцами. Зарывшись в болото, сломались назад стойки шасси, затем повредило узлы крепления моторамы, погнуло лопасти воздушного винта и разрушило коробку крыльев с центропланом. Развернувшись вправо на 30°, Ан-2 остановился. В результате данной посадки оба пилота и три пассажира получили травмы, но никто не погиб.

## Расследование

Отказ в системе управления двигателем

Для расследования происшествия Якутским УГА была сформирована комиссия из 5 человек:
- Егоров П. И. — пилот-инспектор, председатель комиссии;
- Литовченко И. Г. — командир 274-го лётного отряда;
- Кордова А. Г. — старший штурман Батагайского ОАО;
- Васильева М. С. — заместитель начальника Батагайского аэропорта по движению;
- Кочеткова А. В. — врач по безопасности полётов Якутского УГА.

При проверке центрального пульта было обнаружено, что произошло рассоединение тяги Ш6500-221-2 с качалкой рычага управления нормальным газом. Согласно истории технического обслуживания самолёта, 28 августа 1985 года, за 4 дня до происшествия, на данном самолёте выполнялись работы по регулировке малого газа двигателя, в ходе которых авиатехник Благодарный А. И., соединив болтовым соединением тягу с качалкой, не зашплинтовал гайку. Стоит при этом отметить, что в регулировке малого газа это соединение не участвует. В результате в течение нескольких последующих дней произошло самопроизвольное отвинчивание гайки, пока в роковом полёте незакреплённый болт не выпал из соединения, тем самым выведя из строя систему управления двигателем.

### Причина
Причиной аварии был назван отказ в системе управления двигателем, вызванный нарушениями в организации технической эксплуатации самолёта (халатность и/или невнимательность авиатехника).